# Plagiolophus (animal)

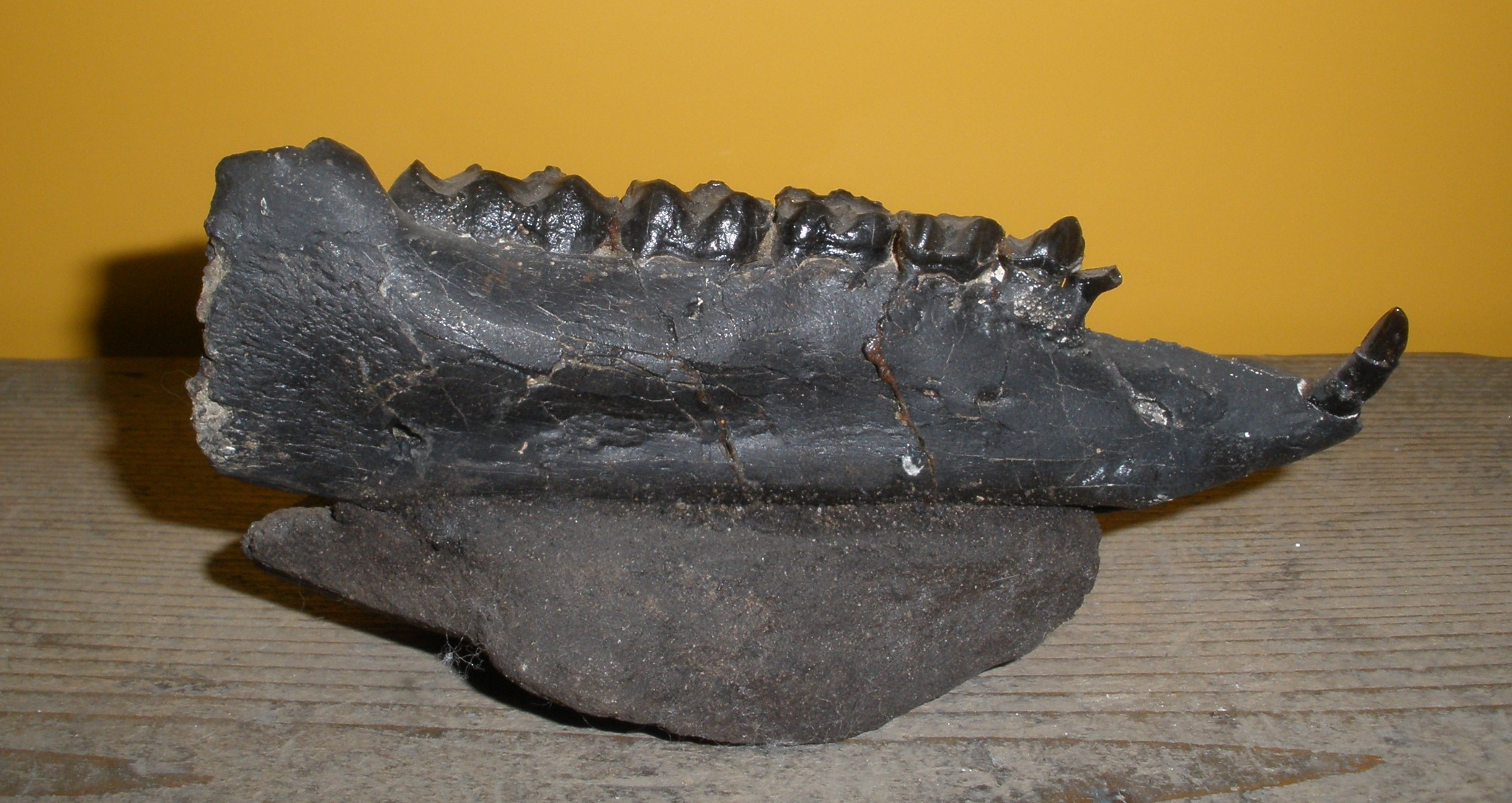
Mandíbula de Plagiolophus annectens

Plagiolophus es un género extinto de mamífero perisodáctilo herbívoro perteneciente a la familia de los paleotéridos. El género Plagiolophus se ha documentado casi exclusivamente en Europa occidental, desde mediados del Eoceno hasta el Oligoceno. Las especies de este género tiene una gran variedad de tamaños y pesos, estimados de 10 a 150 kg.